# Herb powiatu brodnickiego

Herb powiatu brodnickiego w latach 2000–2014

Herb powiatu brodnickiego – jeden z symboli powiatu brodnickiego, którego obecna wersja, autorstwa Krzysztofa Mikulskiego i Lecha-Tadeusza Karczewskiego, została ustanowiona 22 kwietnia 2014.

## Wygląd i symbolika
Herb przedstawia na tarczy polu w srebrnym czerwonego jelenia w skoku. Herb nawiązuje do chorągwi komturstwa brodnickiego spod Grunwaldu.